# Français fondamental
Le français fondamental est une liste de mots et d'indications grammaticales élaborée au début des années 1950 en vue de l'enseignement du français aux étrangers et aux populations de l'Union française alors que la France souhaitait améliorer la diffusion de sa langue dans le monde. Une série d'enquêtes menées dans les années 1950 et 1960 montre qu'un nombre restreint de mots est employé de façon usuelle, à l'oral et à l'écrit et en toutes circonstances ; ainsi qu'un nombre limité de règles grammaticales nécessaires au fonctionnement de la langue.

## Caractéristiques
Ce noyau de mots d'usage constant comprend environ 270 mots grammaticaux, 380 substantifs, 200 verbes, 100 adjectifs qualificatifs et 50 mots de diverses sortes, soit un total d'un millier. Il existe au-delà un deuxième ensemble de mots, communs à tous les locuteurs du français, qui compte environ 1 500 mots mobilisés spontanément, en cas de besoin, dans des circonstances particulières.

« Le noyau de mots fréquents et le lexique disponible fondamental forment ensemble le français fondamental. Il est constitué d'un premier degré (F.F.1), limité à moins de 1 500 mots, complété d'un deuxième degré (F.F.2) qui comporte quelque 1 700 mots. Les listes définitives ont été établies par une commission de pédagogues et de grammairiens, après examen des résultats du dépouillement de diverses enquêtes. Les deux degrés du français fondamental constituent une base très solide et suffisamment large pour l'apprentissage de la langue usuelle, aussi bien dans le cadre du français langue étrangère (F.L.E.) que du français langue maternelle (F.L.M.). »

De son côté, l'Académie française préfère distinguer « français fondamental » et « français élémentaire » dans sa page Langue française – Questions courantes, à la rubrique Nombre de mots de la langue française : « Fondés sur des enquêtes de fréquence, le “français fondamental” et le “français élémentaire” comptent respectivement un peu plus de 1 000 à 3 000 entrées. »

## Rôle et influence
Le français fondamental a eu une influence certaine, en particulier dans l'enseignement du français langue étrangère. Mais il a ensuite été rejeté au cours des années 1970, avec le renouvellement de l'enseignement des langues, sans être pour autant remplacé par un nouvel outil. Un colloque organisé à l'École normale supérieure lettres et sciences humaines de Lyon en décembre 2005 a tenté de faire le point sur les évolutions qui se sont produites depuis sa création.
Dans un esprit similaire mais sans filiation apparente, Radio France internationale (RFI) diffuse chaque jour un Journal en français facile de dix minutes qui utilise un vocabulaire restreint (300 mots) et simple et donne le contexte des événements. Cette démarche est analogue à celle de la Voix de l'Amérique, qui diffuse depuis 1959 des programmes en (en) Special English, une forme d'anglais basique avec un vocabulaire restreint à 1 500 mots.

## Entités similaires à l'étranger
Il existe des entités similaires au français fondamental pour l'anglais et l'italien. Bien que née avec des objectifs différents, la liste Swadesh est également à considérer.[réf. nécessaire]